# Brasão de armas da Gronelândia
O brasão de armas da Gronelândia é um dos símbolos oficiais da Groelândia, uma região autônoma da Dinamarca.

## Descrição
Seu desenho consiste em um escudo azul com um urso polar de prata. Este símbolo foi originalmente introduzido no brasão de armas da Dinamarca em 1666 e ainda é representado nas armas da família real Dinamarquesa. No contexto Dinamarquês, o urso aparecia a deslocar-se normalmente, mas uma posição erecta foi especificada em 1819. O London Roll de 1470 mostra umas armas com a legenda Le Roi de Greneland constituídas por um escudo com um urso polar rodeado por três aves. Este título real não refectia nenhuma posição oficial, apenas pretendia mostrar que as armas podiam ser usadas por quem quer que controlasse a Gronelândia.
A versão actualmente usada pelo governo da Gronelândia foi concebida pelo artista Gronelandês Jens Rosing e adoptada a 1 de Maio de 1989 pelo parlamento da Gronelândia. O urso polar simboliza a fauna da Gronelândia e a cor azul, os Oceanos Atlântico e Ártico que banham a Gronelândia. Em vez da versão Dinamarquesa das armas reais que seguem a tradição heráldica de levantar a pata direita, o urso polar do brasão Gronelandês levanta a pata esquerda, devido à crença Inuite de que os ursos polares são canhotos. Umas armas semelhantes são usadas pelo representante oficial do governo Dinamarquês na Gronelândia. Neste caso, o urso levanta a pata direita, e o escudo apresenta-se coroado com a coroa real.
A Dinamarca não especifica oficialmente qual pata é levantada, por isso, não há conflito entre versões divergentes. Os adeptos da total independência da Gronelândia usam um fundo verde.
Uma descrição heráldica segue-se: Azure, um urso polar Argent. Um urso polar também faz parte do brasão de armas de Norilsk.

## História
O urso polar foi primeiramente incluído como símbolo da Gronelândia no brasão Dinamarquês durante o reinado do Rei Frederico III da Dinamarca, mas nunca foi amplamente utilizado até princípios do século XX. Em Julho de 1905 selos de encomendas postais com o brasão da Gronelândia entraram em circulação. Os selos, emitidos na Dinamarca, tinham como motivo central o emblema da Gronelândia. Em 1938, todo o serviço postal da Gronelândia foi substituído pelo Serviço Postal Real Dinamarquês. Os primeiros selos continham o Rei Dinamarquês Cristiano X da Dinamarca em vez conter elementos sugeridos pelos Gronelandeses, ex: elementos referentes à Aurora Boreal, a focas e ursos polares.